# 新工投資
新工投資有限公司，(港交所除牌前：0666.HK)，香港上市公司，原名禹銘投資有限公司，是一家物業及證券投資公司，大股東是(#0373)聯合集團有限公司(26.98%)，馮永祥等。馮永祥是董事局非執行董事，馮景禧的次子，香港特別行政區第一屆政府推選委員會工商及金融界別成員。
公司註冊地及總部在灣仔告士打道聯合鹿島大廈。
法律顧問為胡關李羅律師行、齊伯禮律師行。
禹銘投資有限公司前身為新鴻基香港工業有限公司，成立於1990年，1997年改名至2009年9月2日。

## 公司改名
在2009年9月2日，此香港上市公司再改名。現稱新工投資有限公司 (SHK Hong Kong Industries Limited)。因為此公司已經與馮氏家族及禹銘無關。
2012年5月4日持有香港身份證的內地建築商劉軍或有關人士，豪斥11.5億元，成功搶購新工投資持有的前泉章居巨舖及毗鄰一舖位，並即以月租500萬元放租、位於波斯富街108至120號寶榮大樓地下A及B號舖、1及2樓及12樓S室及平台，面積23932方呎，成交呎價約4.8萬元

## 外部參考
- 新工投資有限公司 - 官方網址 （页面存档备份，存于）
- 新工投資有限公司 - 雅虎財經

1. ↑  更改公司名稱通告
2. ↑  此公司(2009年)改名原因